# Univerzita v Nove Gorici
Univerzita v Nove Gorici, UNG (slovinsky: Univerza v Novi Gorici), je čtvrtou největší univerzitou ve Slovinsku. Nachází se ve městech Nova Gorica, Vipava a Ajdovščina.

## Historie
Univerzita v Nove Gorici vznikla ze Školy environmentálních věd založené v roce 1995 magistrátem města Nova Gorica a Institutem Jožefa Stefana. V březnu 2006 byla bývalá Polytechnika Nova Gorica přejmenována na Univerzita v Nove Gorici. Dnes má univerzita 7 škol a 10 výzkumných ústavů.

## Organizace
Fakulty a školy:
- Postgraduální studium
- Škola vinařství a enologie
- Škola věd
- Škola inženýrství a managementu
- Škola environmentálních věd
- Škola humanitních věd
- Škola umění

Výzkumné ústavy:
- Centrum pro astrofyziku a kosmologii
- Centrum pro výzkum atmosféry
- Centrum pro kognitivní vědu jazyka
- Centrum informačních technologií a aplikované matematiky
- Výzkumné centrum pro humanitní vědy
- Centrum pro výzkum vína
- Laboratoř pro environmentální a biologické vědy
- Laboratoř organické fyziky
- Laboratoř kvantové optiky
- Laboratoř materiálového výzkumu